# Cultura da paz
A Cultura da paz  enquanto conceito, é utilizada para enfatizar a necessidade consciente de privilegiar o diálogo e a mediação no enfrentamento de conflitos. Enquanto prática, a Cultura da paz se refere a promoção e disseminação de um conjunto de atitudes pautadas em valores e comportamentos relacionados à não violência e à aproximação das culturas.

## Construção da Cultura da paz
Construir uma cultura da paz envolve dotar as crianças e os adultos de uma compreensão dos princípios e respeito pela liberdade, justiça, democracia, direitos humanos, tolerância, igualdade e solidariedade. Implica uma rejeição, individual e coletiva, da violência que tem sido parte integrante de qualquer sociedade, em seus mais variados contextos. A cultura da paz pode ser uma resposta a diversos tratados, mas tem de procurar soluções que advenham de dentro da (s) sociedade (s) e não impostas do exterior.
Segundo a Declaração Universal da Diversidade Cultural: 
| “ | Em nossas sociedades cada vez mais diversificadas, é essencial garantir uma interação harmoniosa entre pessoas e grupos com identidades culturais plurais, variadas e dinâmicas, bem como sua disposição de viver juntos. Políticas para a inclusão e participação de todos os cidadãos são garantias de paz, coesão social e vitalidade da sociedade civil | ” |
|   | — Declaração Universal da Diversidade Cultural, . |   |